# Puchar Austrii w piłce siatkowej mężczyzn (2024/2025)
Puchar Austrii w piłce siatkowej mężczyzn 2024/2025 – 45. edycja siatkarskiego Pucharu Austrii zorganizowana przez Austriacki Związek Piłki Siatkowej (Österreichischer Volleyball Verband, ÖVV). Rozpoczęła się 5 października 2024 roku. Brało w niej udział 28 drużyn z Austrian Volley League, Austrian Volley League 2 oraz lig związkowych.
Rozgrywki składały się z 1. rundy, 1/8 finału, ćwierćfinałów, półfinałów oraz finału. Wszystkie rundy toczyły się w systemie pucharowym, a o awansie w parze decydowało jedno spotkanie.
Finał odbył się 16 lutego 2025 roku w hali JUFA-Arena w Bleiburgu. Po raz siódmy Puchar Austrii zdobył Hypo Tirol Volleyballteam, który w finale pokonał SK Zadruga Aich/Dob. Najlepszym zawodnikiem (MVP) finału został wybrany Niklas Kronthaler.

## System rozgrywek
Rozgrywki o Puchar Austrii w sezonie 2024/2025 składały się z 1. rundy, 1/8 finału, ćwierćfinałów, półfinałów i finału. We wszystkich rundach drużyny rywalizowały w systemie pucharowym, a o awansie w parze decydował jeden mecz. Przed każdą rundą przeprowadzone zostało losowanie wyłaniające pary. Losowanie par 1. rundy odbyło się 24 czerwca, 1/8 finału – 14 października, ćwierćfinałów – 4 listopada, natomiast półfinałów – 25 listopada. Gospodarzami meczów były zespoły z niższej klasy rozgrywkowej lub te, które wylosowano jako pierwsze. W 1. rundzie w losowaniu obowiązywała zasada terytorialności – drużyny podzielone zostały na trzy grupy: zachodnią (West), wschodnią (Ost) oraz południową (Süd) i w ramach grup losowane były pary.

## Drużyny uczestniczące
W Pucharze Austrii w sezonie 2024/2025 uczestniczyło 28 drużyn.
| powerfusion Volley League (10 drużyn)  | powerfusion Volley League (10 drużyn) |
| -------------------------------------- | ------------------------------------- |
| Hypo Tirol Volleyballteam              | zwycięstwo                            |
| SK Zadruga Aich/Dob                    | finał                                 |
| Sportunion z+p St. Pölten              | 1/8 finału                            |
| TJ Sokol V/Post SV Wien                | 1. runda                              |
| TSV Raiffeisen Hartberg                | 1/8 finału                            |
| Union Raiffeisen Waldviertel           | półfinał                              |
| UVC Holding Graz                       | półfinał                              |
| UVC McDonalds Ried/Innkreis            | ćwierćfinał                           |
| VBK Kelag Wörther-See-Löwen Klagenfurt | ćwierćfinał                           |
| VCA Amstetten Niederösterreich         | ćwierćfinał                           |

| Austrian Volley League 2 (15 drużyn) | Austrian Volley League 2 (15 drużyn) |
| ------------------------------------ | ------------------------------------ |
| HIB Volley Graz                      | 1/8 finału                           |
| hotVolleys Wiedeń                    | 1/8 finału                           |
| Mühlviertel Volleys                  | 1. runda                             |
| PSvBG Salzburg                       | 1/8 finału                           |
| Raiffeisen VC Wolfurt                | 1. runda                             |
| SSV HIB Liebenau                     | 1. runda                             |
| Union Leibnitz                       | 1. runda                             |
| Union VV Döbling                     | 1. runda                             |
| UNIONvolleys Bisamberg-Hollabrunn    | ćwierćfinał                          |
| UVC Bruck                            | 1. runda                             |
| UVC Raiba Waidhofen/Ybbs-Aschbach    | 1/8 finału                           |
| VBC TLC Weiz                         | 1/8 finału                           |
| VC Hausmannstätten                   | 1. runda                             |
| VCU Wiener Neustadt                  | 1. runda                             |
| VT Roadrunners Wien                  | 1/8 finału                           |

| Landesliga (3 drużyny)     | Landesliga (3 drużyny) | Landesliga (3 drużyny) |
| -------------------------- | ---------------------- | ---------------------- |
| Raiffeisen VC Wolfurt 3    | Vorarlberg             | 1. runda               |
| SV narrischguat Schwarzach | Salzburg               | 1. runda               |
| VT Roadrunners Wien 2      | Wien                   | 1. runda               |

## Rozgrywki
Godziny do 27 października 2024 roku podane są według strefy czasowej UTC+2, a od 27 października 2024 roku według strefy czasowej UTC+1.

### 1. runda
Grupa West

| 6 października 2024 | Raiffeisen VC Wolfurt | 0:3                   | Hypo Tirol Volleyballteam |                                                                         |
| 14:00 Źródło:       |                       | (24:26, 19:25, 16:25) |                           | Hofsteig Sporthalle, Wolfurt Widzów: 55 Sędzia: Tobias Köb i Ronald Utz |

| 5 października 2024 | Raiffeisen VC Wolfurt 3 | 0:3                   | PSvBG Salzburg |                                                                                  |
| 15:30 Źródło:       |                         | (14:25, 19:25, 24:26) |                | Hofsteig Sporthalle, Wolfurt Widzów: 45 Sędzia: Julia Krieglsteiner i Tobias Köb |

| 13 października 2024 | SV narrischguat Schwarzach | 0:3                   | UVC McDonalds Ried/Innkreis | |
| 16:00 Źródło:        |                            | (12:25, 18:25, 12:25) |                             | Sporthalle, Schwarzach im Pongau Widzów: 200 Sędzia: Juliana Naglmayr i Manfred Bernegger MVP: Jonas Mürzl |

Grupa Ost

| 13 października 2024 | UVC Raiba Waidhofen/Ybbs-Aschbach | 3:0                   | Mühlviertel Volleys | |
| 16:00 Źródło:        |                                   | (25:21, 25:21, 25:19) |                     | Sporthalle Waidhofen/Ybbs, Waidhofen an der Ybbs Widzów: 50 Sędzia: Robert Kirkovics i Klaus Reisinger |

| 13 października 2024 | TJ Sokol V/Post SV Wien | 1:3                          | Union Raiffeisen Waldviertel |                                                                            |
| 16:00 Źródło:        |                         | (22:25, 25:21, 28:30, 15:25) |                              | Posthalle, Wiedeń Widzów: 126 Sędzia: Christian Petsche-Bole i Andrea Haas |

| 13 października 2024 | hotVolleys Wiedeń | 3:1                          | Union VV Döbling |                                                                                |
| 17:00 Źródło:        |                   | (25:23, 20:25, 25:22, 25:13) |                  | Sporthalle Kagran, Wiedeń Widzów: 49 Sędzia: Tobias Triffterer i Martin Peyerl |

| 13 października 2024 | VT Roadrunners Wien 2 | 0:3                   | UNIONvolleys Bisamberg-Hollabrunn |                                                                                            |
| 11:00 Źródło:        |                       | (21:25, 13:25, 15:25) |                                   | Sporthalle Simmering, Wiedeń Widzów: 23 Sędzia: Marija Veselinović i Aleksandar Marinković |

| 13 października 2024 | VT Roadrunners Wien | 3:1                          | VCU Wiener Neustadt |                                                                                            |
| 13:30 Źródło:        |                     | (25:20, 25:15, 13:25, 25:20) |                     | Sporthalle Simmering, Wiedeń Widzów: 37 Sędzia: Aleksandar Marinković i Marija Veselinović |

Wolny los: Sportunion z+p St. Pölten, VCA Amstetten Niederösterreich
Grupa Süd

| 13 października 2024 | SSV HIB Liebenau | 0:3                   | TSV Raiffeisen Hartberg |                                                                                         |
| 18:00 Źródło:        |                  | (23:25, 15:25, 19:25) |                         | Universitäts-Sportzentrum Rosenhain, Graz Widzów: 78 Sędzia: Ali Saiyahi i Amar Jagodić |

| 13 października 2024 | HIB Volley Graz | 3:1                          | VC Hausmannstätten |                                                                                         |
| 15:30 Źródło:        |                 | (25:19, 20:25, 25:17, 25:19) |                    | Universitäts-Sportzentrum Rosenhain, Graz Widzów: 12 Sędzia: Amar Jagodić i Ali Saiyahi |

| 13 października 2024 | Union Leibnitz | 0:3                   | VBC TLC Weiz | |
| 14:30 Źródło:        |                | (22:25, 12:25, 21:25) |              | JUFA Hotel Leibnitz, Leibnitz Widzów: 55 Sędzia: Philipp Königsrainer i Martin Skof MVP: Paul Stranzl |

| 13 października 2024 | UVC Bruck | 0:3                   | UVC Holding Graz |                                                                                                  |
| 18:00 Źródło:        |           | (17:25, 12:25, 12:25) |                  | Sporthalle, Bruck an der Mur Widzów: 50 Sędzia: Yordan Krastev i Marcus Kirschen MVP: Nils Arvay |

Wolny los: VBK Kelag Wörther-See-Löwen Klagenfurt, SK Zadruga Aich/Dob

### 1/8 finału
| 3 listopada 2024 | hotVolleys Wiedeń | 0:3                   | VBK Kelag Wörther-See-Löwen Klagenfurt | |
| 14:30 Źródło:    |                   | (20:25, 20:25, 18:25) |                                        | Sporthalle Simmering, Wiedeń Widzów: 80 Sędzia: Boško Milić i Aleksandar Marinković MVP: Mathias Wultsch |

| 3 listopada 2024 | VT Roadrunners Wien | 0:3                   | SK Zadruga Aich/Dob | |
| 17:00 Źródło:    |                     | (13:25, 12:25, 20:25) |                     | Sporthalle Simmering, Wiedeń Widzów: 95 Sędzia: Milena Keser i Jovana Sosević MVP: Pierre-Laurent Halagahu |

| 3 listopada 2024 | Sportunion z+p St. Pölten | 1:3                          | Union Raiffeisen Waldviertel |                                                                                                   |
| 18:00 Źródło:    |                           | (16:25, 26:24, 24:26, 17:25) |                              | Volksschule Kilb, Kilb Widzów: 73 Sędzia: Christian Petsche-Bole i Johann Peck MVP: Paul Nusterer |

| 3 listopada 2024 | UNIONvolleys Bisamberg-Hollabrunn | 3:1                          | PSvBG Salzburg | |
| 15:30 Źródło:    |                                   | (25:16, 22:25, 25:19, 25:13) |                | Schulcampus Turnhalle, Hollabrunn Widzów: 54 Sędzia: Tobias Triffterer i Sarah Jasmin Dvorak MVP: Andreas Fröhlich |

| 3 listopada 2024 | HIB Volley Graz | 1:3                          | UVC Holding Graz | |
| 14:30 Źródło:    |                 | (25:23, 16:25, 20:25, 18:25) |                  | Universitäts-Sportzentrum Rosenhain, Graz Widzów: 200 Sędzia: Thomas Moser i Werner Schlatte MVP: Nils Arvay |

| 3 listopada 2024 | UVC Raiba Waidhofen/Ybbs-Aschbach | 0:3                   | UVC McDonalds Ried/Innkreis | |
| 16:00 Źródło:    |                                   | (17:25, 18:25, 16:25) |                             | Sporthalle Waidhofen/Ybbs, Waidhofen an der Ybbs Widzów: 70 Sędzia: Gerald Schölmbauer i Matej Alexander Stefan |

| 2 listopada 2024 | VBC TLC Weiz | 1:3                          | VCA Amstetten Niederösterreich | |
| 17:30 Źródło:    |              | (18:25, 25:19, 20:25, 21:25) |                                | Sporthalle 2 der Mittelschule, Graz Widzów: 47 Sędzia: Dario Jurakić i Julia Böhm MVP: Robert Gavan |

| 3 listopada 2024 | TSV Raiffeisen Hartberg | 0:3                   | Hypo Tirol Volleyballteam | |
| 17:30 Źródło:    |                         | (20:25, 14:25, 21:25) |                           | Stadtwerke Hartberg-Halle, Hartberg Widzów: 259 Sędzia: Stephan Kainzbauer i Markus Petsche MVP: Robert Viiber |

### Ćwierćfinały
| 24 listopada 2024 | UNIONvolleys Bisamberg-Hollabrunn | 1:3                          | Hypo Tirol Volleyballteam | |
| 16:00 Źródło:     |                                   | (16:25, 25:23, 13:25, 23:25) |                           | BG/BRG Korneuburg, Korneuburg Widzów: 150 Sędzia: Peter Glanzer i Aleksandar Marinković MVP: Robert Viiber |

| 24 listopada 2024 | Union Raiffeisen Waldviertel | 3:0                   | VBK Kelag Wörther-See-Löwen Klagenfurt |                                                                                            |
| 16:00 Źródło:     |                              | (42:40, 25:16, 25:19) |                                        | Stadthalle, Zwettl Widzów: 201 Sędzia: Boško Milić i Gerald Schölmbauer MVP: Samuel Müller |

| 24 listopada 2024 | VCA Amstetten Niederösterreich | 0:3                   | UVC Holding Graz | |
| 16:30 Źródło:     |                                | (19:25, 16:25, 14:25) |                  | Johann Pölz Halle, Amstetten Widzów: 54 Sędzia: Stephan Kainzbauer i Christian Petsche-Bole MVP: Arwin Kopschar |

| 20 listopada 2024 | UVC McDonalds Ried/Innkreis | 0:3                   | SK Zadruga Aich/Dob | |
| 19:00 Źródło:     |                             | (22:25, 24:26, 17:25) |                     | Raiffeisen Volleydome, Ried im Innkreis Widzów: 250 Sędzia: Joachim Binder i Dominic Burk MVP: Vitor Yudi |

### Półfinały
| 15 grudnia 2024 | Hypo Tirol Volleyballteam | 3:1                          | UVC Holding Graz |                                                                                                   |
| 16:00 Źródło:   |                           | (25:17, 23:25, 25:21, 25:21) |                  | OlympiaWorld, Innsbruck Widzów: 50 Sędzia: Melanie Schloffer i Monika Perner MVP: Jacob Kitzinger |

| 18 grudnia 2024 | SK Zadruga Aich/Dob | 3:1                          | Union Raiffeisen Waldviertel |                                                                                                   |
| 19:00 Źródło:   |                     | (25:21, 25:20, 26:28, 25:19) |                              | JUFA Arena, Bleiburg Widzów: 152 Sędzia: Gernot Schirmbacher i Markus Petsche MVP: Carlos Charles |

### Finał
| 16 lutego 2025 17:30 Źródło: | Hypo Tirol Volleyballteam | 3:0 (25:21, 25:22, 25:16) | SK Zadruga Aich/Dob | JUFA-Arena, Bleiburg Widzów: 1405 Sędzia: Andrea Haas i Manfred Sagerschnig MVP: Niklas Kronthaler |